# Südliche Shetlandinseln

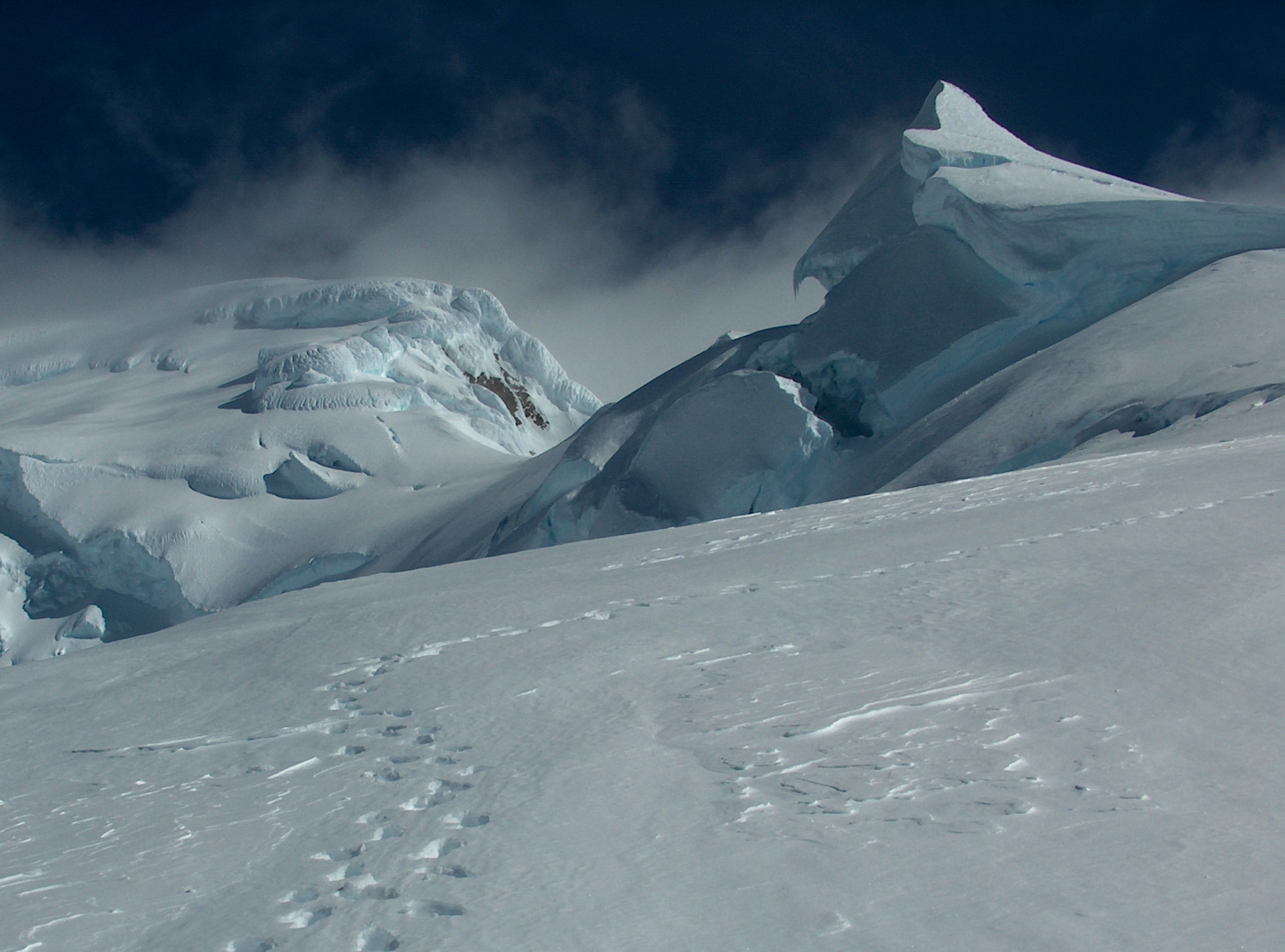
Ongal Peak auf Livingston Island

Die Südlichen Shetlandinseln sind eine subantarktische Inselgruppe im Südlichen Ozean, nördlich der Antarktischen Halbinsel gelegen.

## Geographie
Die Südlichen Shetlandinseln bestehen aus elf größeren und mehreren kleinen Inseln, die sich über 508 Kilometer in nordöstlich-südwestlicher Richtung erstrecken. Die Inseln sind von dem antarktischen Kontinent durch die 150 Kilometer breite Bransfieldstraße getrennt. Sie sind kontinentalen Ursprungs, zu ihnen gehören einige aktive und erloschene Vulkane. Rund 80 Prozent der Landmasse ist vergletschert. Die höchste Erhebung der Inselkette ist Mount Foster auf Smith Island mit 2105 Metern. Die Inseln haben eine Fläche von zusammen etwa 4700 km².

### Die größeren Inseln von Norden nach Süden
- Cornwallis Island
- Elephant Island
- Clarence Island
- Rowett Island
- Gibbs Island
- King George Island
- Bridgeman Island
- Penguin Island
- Nelson Island
- Robert Island
- Greenwich Island
- Half Moon Island
- Livingston Island
- Rugged Island
- Snow Island
- Smith Island
- Deception Island
- Low Island

### Klima
Das Klima auf den Inseln ist für antarktische Verhältnisse relativ mild. Der Winter, der auf den europäischen Sommer fällt, ist durch Dauerfrost (um −10 °C) und Dunkelheit gekennzeichnet. Erst ab August lässt sich die Sonne wieder häufiger blicken und im September eine deutliche Erwärmung spüren. Ab November steigen dann die Temperaturen allmählich über die Null-Grad-Marke. Der kurze Sommer bleibt mit Höchsttemperaturen von 2 bis 3 °C immer recht kühl, wobei die Sonne im Dezember nur für wenige Stunden hinter dem Horizont verschwindet. Von Dezember bis März ist das Meer vorübergehend eisfrei, aber bereits Ende April bildet sich wieder Packeis, welches sich bis in den Dezember hinein halten kann. An Land liegt an 6 bis 10 Monaten im Jahr Schnee, in höheren Lagen auch das ganze Jahr. Es fallen das ganze Jahr Niederschläge (~500 mm), meist in Form von Schnee (nur im Sommer auch als Regen oder Schnee-Regen) mit einem kleinen Minimum im Sommer.
|                       | Jan | Feb | Mär | Apr | Mai | Jun | Jul | Aug | Sep | Okt | Nov | Dez |   |      |
| Mittl. Tagesmax. (°C) | 2   | 2   | 1   | −1  | −4  | −6  | −7  | −6  | −4  | −2  | 0   | 1   | ⌀ | −2   |
| Mittl. Tagesmin. (°C) | −2  | −2  | −3  | −6  | −9  | −12 | −14 | −13 | −11 | −7  | −5  | −3  | ⌀ | −7,3 |
|                       |     |     |     |     |     |     |     |     |     |     |     |     |   |      |
| Sonnenstunden (h/d)   | 8   | 7   | 6   | 3   | 1   | 0   | 1   | 2   | 5   | 6   | 7   | 8   | ⌀ | 4,5  |
|                       |     |     |     |     |     |     |     |     |     |     |     |     |   |      |
| Regentage (d)         | 5   | 8   | 9   | 9   | 8   | 8   | 7   | 6   | 6   | 5   | 5   | 5   | Σ | 81   |
|                       |     |     |     |     |     |     |     |     |     |     |     |     |   |      |
| Wassertemperatur (°C) | 0   | 0   | 0   | −1  | −1  | −2  | −2  | −3  | −3  | −3  | −2  | −1  | ⌀ | −1,5 |

| −2 |

| −2 |

| −3 |

| −6 |

| −9 |

| −12 |

| −14 |

| −13 |

| −11 |

| −7 |

| −5 |

| −3 |

| −2 |

| −2 |

| −3 |

| −6 |

| −9 |

| −12 |

| −14 |

| −13 |

| −11 |

| −7 |

| −5 |

| −3 |

## Geologie
Die geologische Entwicklung der Südlichen Shetlandinseln entspricht weitestgehend der der Shetlandplatte.

## Entdeckung und Besiedlung

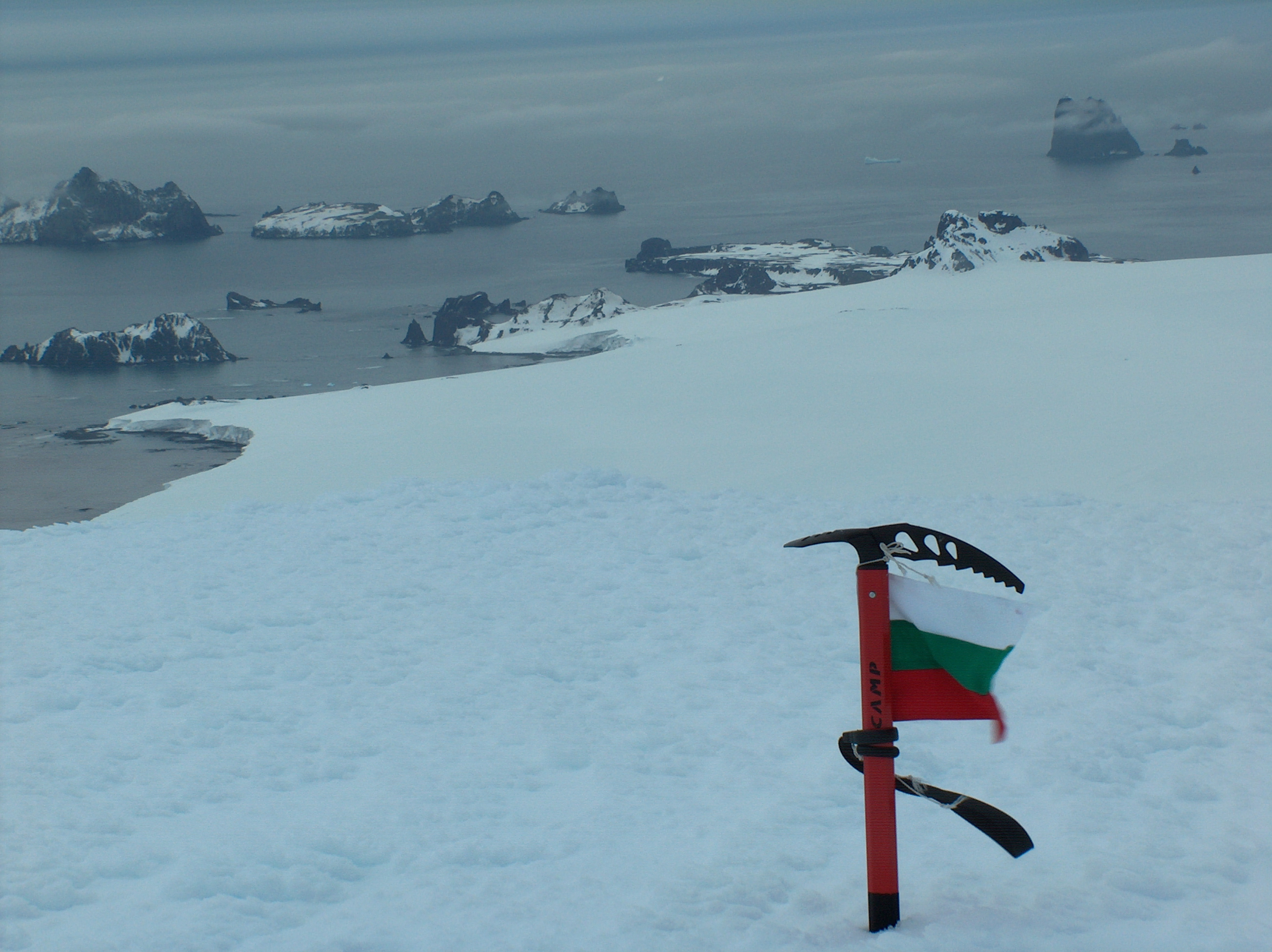
Kap Williams, entdeckt am 19. Februar 1819

Möglicherweise wurden die Südlichen Shetlandinseln bereits 1599 von Dirk Gerritz entdeckt; auch Gabriel de Castilla könnte bei seiner Fahrt ins Südpolarmeer 1603 den Archipel erstmals gesichtet haben. Die erste gesicherte Sichtung berichtete der Engländer William Smith, der bei der Umfahrung von Kap Hoorn vom Kurs abgekommen war und dabei 1819 die spätere Livingston-Insel ausmachte, sie aber nicht betrat. Nachdem man seinen Beobachtungen keinen Glauben schenken wollte, kehrte er im Oktober desselben Jahres in die Gegend zurück und betrat die Hauptinsel des Archipels, die im Jahr darauf King George Island getauft wurde. Smith kehrte anschließend nach Valparaíso zurück und beanspruchte die Inselgruppe unter dem Namen New Shetland Islands für Großbritannien.
1820 reiste Edward Bransfield in Begleitung von William Smith als Lotsen im Auftrag der Royal Navy erneut zu den Inseln, um sie zu kartografieren und wissenschaftlich zu erforschen. Er erkundete die umliegenden Gewässer und entdeckte dabei das Festland der Antarktis. Ob Bransfield tatsächlich der erste Entdecker des antarktischen Kontinents war, ist allerdings strittig. Im 19. und 20. Jahrhundert wurden die Inseln häufig von Wal- und Robbenjägern sowie einigen wissenschaftlichen Expeditionen besucht. Erste permanente Bewohner gab es ab 1944.

## Einwohner und Stationen
Heute befinden sich auf den Südlichen Shetlandinseln zahlreiche wissenschaftliche Stationen. Die Inseln sind wegen ihres relativ milden Klimas und ihrer Nähe zum südamerikanischen Festland als Standort für Stützpunkte und Forschungsbasen sehr attraktiv. Die einzige zivile Ansiedlung ist das chilenische Dorf Villa Las Estrellas auf der König-Georg-Insel.

## Besitzansprüche

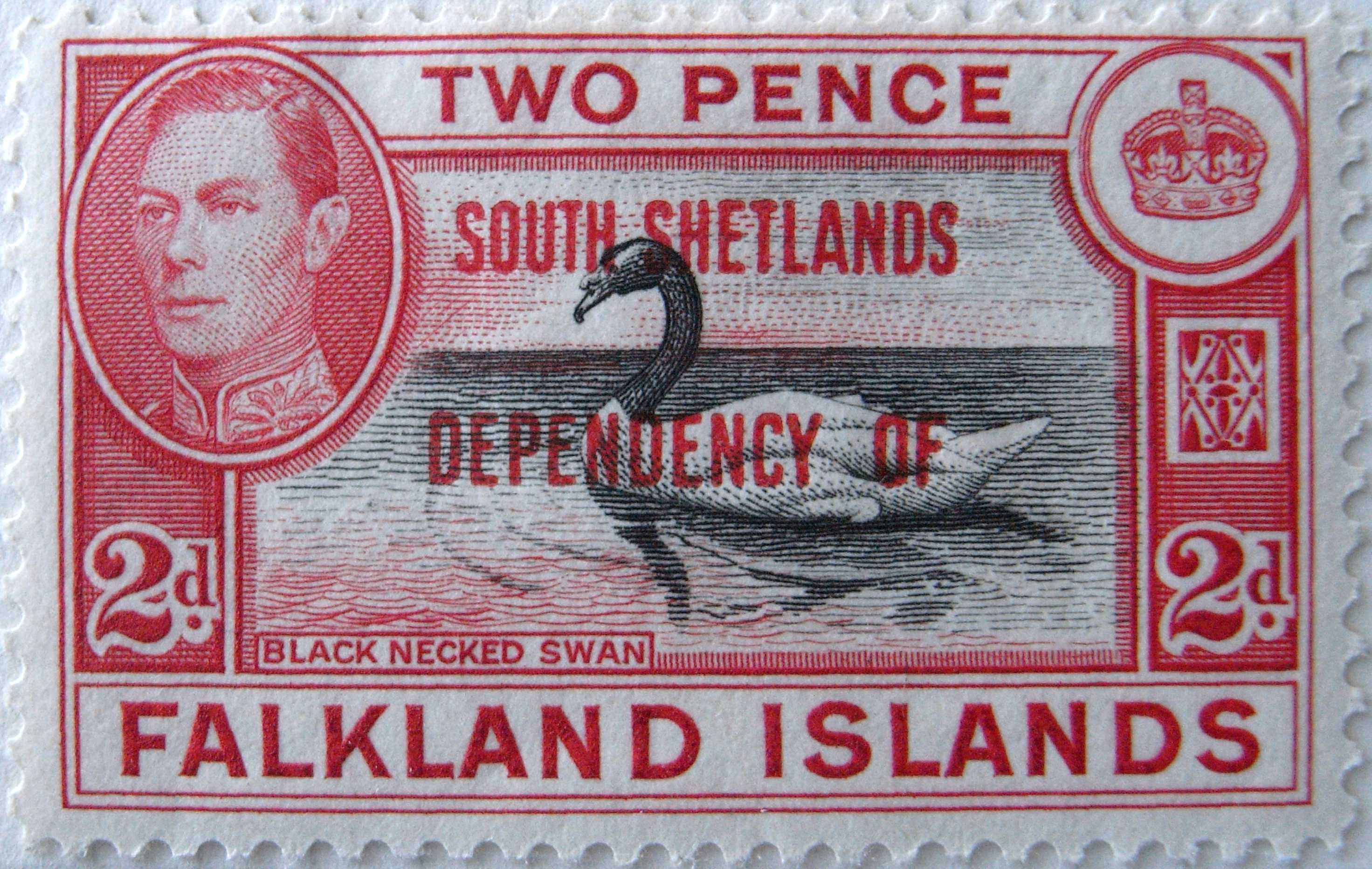
Briefmarke der britischen Post

Die Inselgruppe ist Teil des chilenischen und argentinischen sowie auch des britischen Antarktisterritoriums. Sie fällt seit 1961 unter den Antarktisvertrag, der keine Ausübung staatlicher Souveränität zulässt, sodass die konkurrierenden Ansprüche der Staaten derzeit ruhen. Alle drei Staaten sowie zahlreiche weitere Nationen unterhalten Forschungsstationen auf den Südlichen Shetlandinseln. Chile besitzt einen Luftwaffenstützpunkt auf der König-Georg-Insel.

## Außenweltkontakte und Naturschutz
Die Inselgruppe wird in den Sommermonaten jedes Jahr auch von einigen Kreuzfahrtschiffen angesteuert, mehrere Gebiete stehen aber auf Basis des Antarktisvertrages unter strengem Naturschutz und sind deshalb für Touristen nicht zugänglich.

## Karten

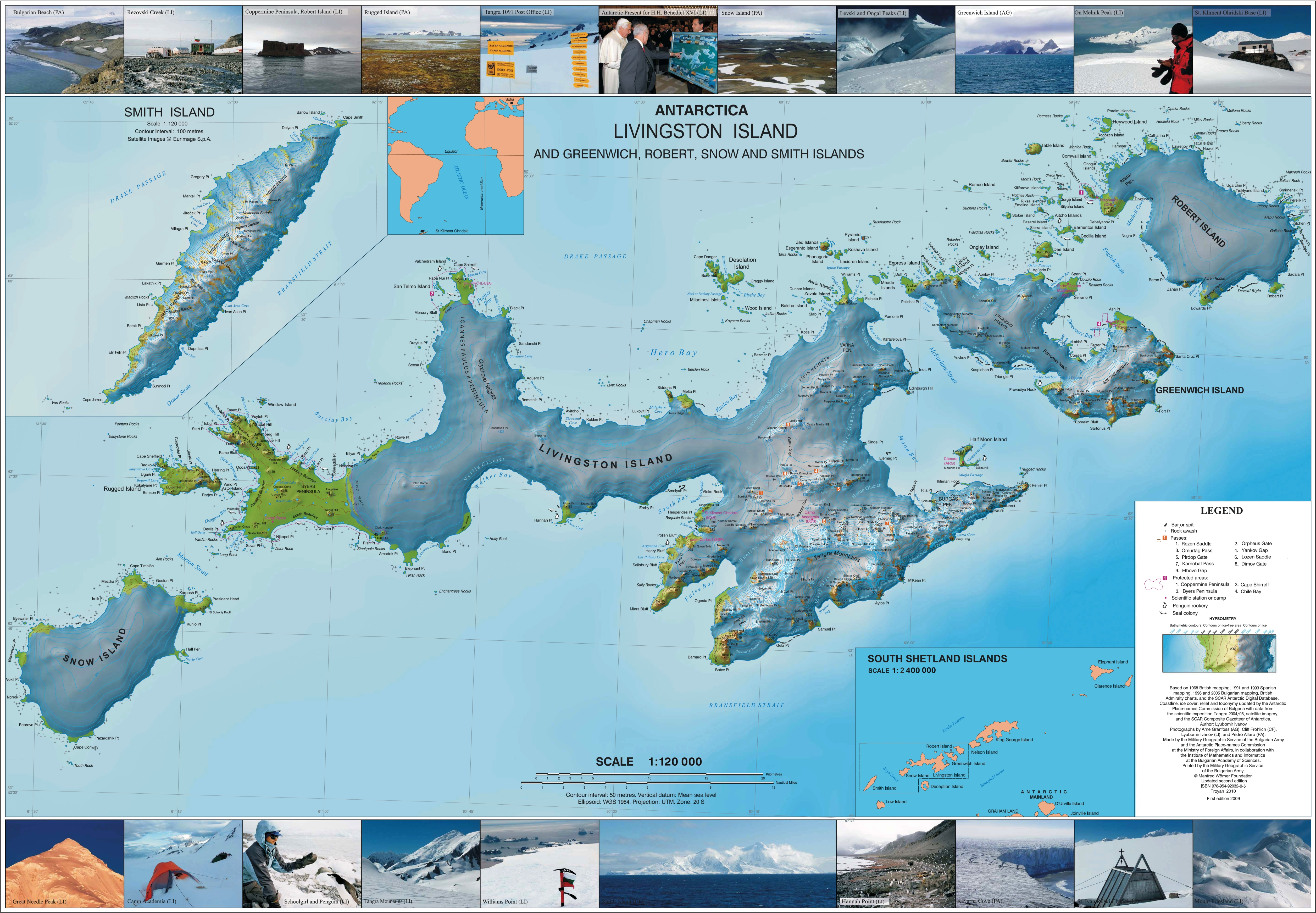
Topographische Karte von Livingston Island, Greenwich, Robert, Snow und Smith Island.

- Karten von Livingston Island und Greenwich Island, 1:100 000, Sofia, 2005
- L. L. Ivanov: Antarctica: Livingston Island and Greenwich, Robert, Snow and Smith Islands. Topografische Karte im Maßstab 1:120.000. Manfred-Wörner-Stiftung, Troyan, 2009.  ISBN 978-954-92032-6-4

Luftfahrtkarte, Bereich 64°S - 56°S /  76°W - 56°W ONC-Karte, Blatt U-17 , 1:1 000 000